# Abolição (mini-série)
Pour les articles homonymes, voir Abolição.
Abolição est une mini-série brésilienne en quatre épisodes produite par la chaîne Rede Globo et diffusée du 22 au 25 novembre 1988. Écrite par Wilson Aguiar Filho et réalisée par Walter Avancini et Joel Rufino dos Santos, elle a été dirigée par Walter Avancini.
La mini-série Abolição raconte la vie d’une esclave, Iná Inerã, et d’un affranchi, Lucas Tavares, l’année où la Lei Áurea, qui a mis fin à l’esclavage au Brésil, a été signée par la princesse régente Isabelle.